# Little Houdini
Pour les articles homonymes, voir Houdini.
Pour plus de détails, voir Fiche technique et Distribution.
Little Houdini ou Houdini est un film d'animation produit par le studio français Dandelooo et réalisé par Cédric Babouche d'après une idée de Sydelia Guirao, sur la jeunesse inventée de Harry Houdini. Il est diffusé pour la première fois le 27 décembre 2014 sur France 3.

## Synopsis
Le film d'animation conte les débuts du jeune Harry, 10 ans, qui deviendra un magicien très connu, le grand Houdini. L'action se passe à New York en 1886 dans une ambiance steampunk. Le petit Houdini veut apprendre la magie, même si pour cela il doit beaucoup travailler et faire des sacrifices.

## Distribution
- Fanny Bloc : Harry
- Martial Le Minoux : Tesla
- Nathalie Bienaimé
- Marie Facundo
- Jérémy Prévost
- Thierry Kazazian
- Bruno Magne
- Marie Nonnenmacher

## Changement de format
À l'origine, le projet était de produire une série télévisée animée de 26 épisodes de 26 minutes.